# Ducado de Montpensier
El Ducado de Montpensier es un título nobiliario francés cuyo nombre se refiere a la localidad de Montpensier, situada en el departamento de Puy-de-Dôme, en la región histórica de Auvernia.

## Señorío de Montpensier

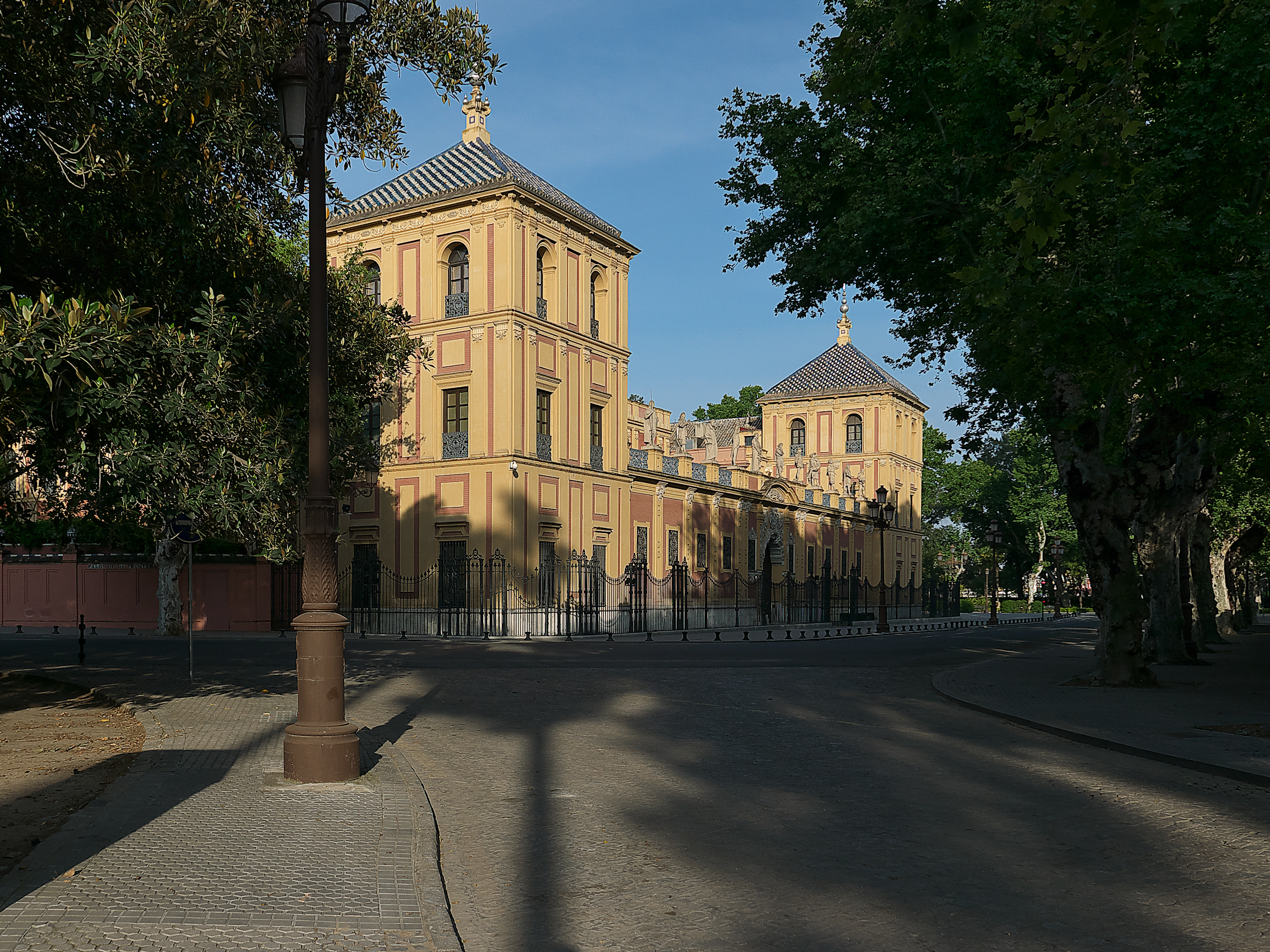
Palacio de San Telmo

El señorío de Montpensier estuvo en manos de varias casas nobiliarias, como son la casa de Thiern, la de Beaujeau, la de Drieux, para pasar de nuevo a la de Beaujeau, y finalmente a la casa de Ventadour, antes de que fuera vendido en 1384 por Bernardo y Roberto de Ventadour al Duque de Berry.

## Condado de Montpensier
El señorío de Montpensier se convirtió en condado, siendo los hijos del citado duque de Berry, Carlos y Juan, los dos primeros en ostentar el título de conde de Montpensier. Tras sus muertes sin descendencia, su hermana menor María aportó el condado a su matrimonio con Juan I, duque de Borbón (1381-1434). En consecuencia el condado fue ostentado por Luis de Borbón, el hijo menor de Juan y María, y por sus descendientes hasta Carlos de Borbón-Montpensier, el famoso condestable, quien fue nombrado duque de Borbón por su matrimonio con su prima Susana de Borbón en 1505. El condado fue confiscado por el rey Francisco I y posteriormente, en 1538, restaurado para Luisa de Borbón, hermana del condestable y viuda del príncipe de La Roche-sur-Yon, y para su hijo Luis.

## Ducado de Montpensier

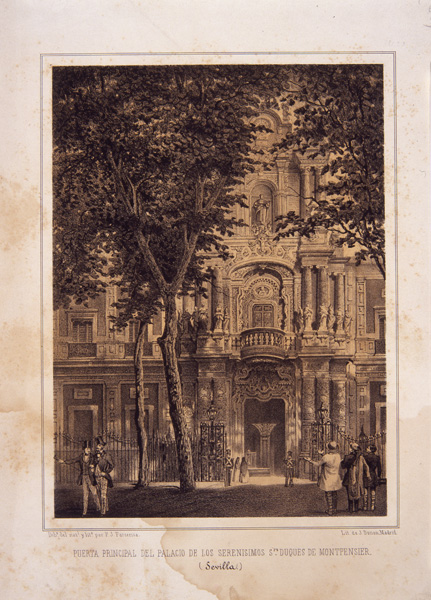
Puerta del palacio de los duques de Montpensier en Sevilla

En 1539 el condado fue elevado a ducado e incluido entre los Pares de Francia. En 1626 María de Borbón-Montpensier, hija y heredera de Enrique, duque de Montpensier, se casó con Gastón, duque de Orleans, hermano de Luis XIII, aportándole el ducado. Su hija, conocida como la Gran Mademoiselle heredó el título que, al morir sin descendencia, pasó a Isabel Carlota del Palatinado, segunda esposa del entonces duque de Orleans. Desde entonces el título ha permanecido en la Casa de Orleans.

## Título de cortesía
El título de duque de Montpensier ha sido ostentado como título de cortesía por varios miembros de la Casa de Orleans, entre los que se encuentran Antonio Felipe (1775–1807), hijo de Felipe Igualdad, y Antonio de Orleans, hijo del rey Luis Felipe I de Francia y suegro del rey Alfonso XII de España. Asimismo Mademoiselle de Montpensier fue concedido como título de cortesía a algunas mujeres de la Casa Real Francesa, sobre todo durante los años previos a la Revolución francesa.